# خليلوند (بناجوي الغربي)
خلیلوند (بالفارسية: خلیلوند) هي مستوطنة تقع في إيران في قسم بناجوي الغربي الريفي. يقدر عدد سكانها بـ 1,187 نسمة .